# Чокке, Генрих
Генрих Чокке (нем. Johann Heinrich Daniel Zschokke, 22 марта 1771, Магдебург — 27 июня 1848, Арау) — немецкий и швейцарский писатель-просветитель, переводчик, евангелический теолог, педагог, историк, журналист, правительственный чиновник. Дед зоолога Фридриха Чокке (1860—1936).

## Биография
Мать умерла через несколько недель после рождения сына. В семилетнем возрасте потерял отца, воспитывался дядей. Учился в монастырской школе, затем в гимназии, где зачитывался Шекспиром, Спинозой, Сведенборгом, Шиллером. Странствовал с бродячим театром, писал для него пьесы. С 1790 года изучал философию, теологию, историю в университете Франкфурта-на-Одере, с 1792 года был в нём приват-доцентом. В 1793 году опубликовал прославивший его роман «Абеллино, великий разбойник», переделал его в драму (1795), постановки которой имели шумный успех. За невозможностью сделать академическую карьеру в бюрократической Пруссии, в 1796 году переселился в Швейцарию, где возглавил педагогическое училище в замке Райхенау (Граубюнден). Развивал идеи Песталоцци. Служил специальным уполномоченным правительства в кантонах Унтервальден, Ури, Швиц и Цуг, в кантоне Берн и в итальянских кантонах Швейцарии, был вице-губернатором кантона Базель, а позднее — кантона Аргау, исполнял — и с неизменным успехом — другие правительственные поручения. В 1801 году познакомился с Г. Клейстом, позже они состояли в переписке. С 1804 года издавал несколько просветительских газет и журналов, которые под его руководством также имели значительный успех; особенно широкой известностью пользовался его «Швейцарский вестник» (1804—1837). Оставил автобиографию (Eine Selbstschau, 1842). Выступал также как переводчик: в частности, он перевёл на немецкий язык «Женевские новеллы» Родольфа Тёпфера.
В 1830 году получил звание почётного гражданина Магдебурга.

## Сочинения и известность
Писатель-полиграф, автор многочисленных сочинений в различном роде — от фантастических новелл до богословских трудов, ему принадлежат пять романов, среди них два исторических. В России сочинения Чокке были известны А. Марлинскому. Его драмы шли на сцене, в одной из них («Железная маска») играл П. Мочалов. Читались исторические труды Чокке, его авантюрная проза. Герцен упоминает, что он читал повести Чокке («Цшоке») со своей кузиной в 1826-м году. Есть мнение, что фельетон Чокке «Похвала носу» (опубл. в рус. пер. в 1831, см.:  Архивная копия от 21 сентября 2013 на Wayback Machine) повлияла на замысел гоголевской повести «Нос». Книга Чокке «Часы благоговения» (Stunden der Andacht, 1809—1816) была в библиотеке Достоевского, её упоминал в своих дневниках Лев Толстой. Сочинения Чокке знал и цитировал Н. Лесков. Максим Горький в очерках «По Союзу Советов» упоминает о впечатлении, которое произвела на него прочитанная в юности книга Чокке «Делатели золота» (Das Goldmacherdorf, 1817).
Две песни на стихи Чокке написал Хуго Вольф ().

## Публикации на русском языке
- Повести Генриха Чокке: Перевод с немецкаго. — СПб.: В тип. А. Плюшара, 1831
  - Часть первая Архивная копия от 4 мая 2018 на Wayback Machine
  - Часть вторая
  - Часть третья
- Граубиндец, или Берег волшебниц — М., 1831.
  - Часть первая
  - Часть вторая
- Дилижанс, или Чудная свадьба: Быль. Архивная копия от 4 мая 2018 на Wayback Machine М.: Университетская типография, 1834
- Часы благоговения для споспешествования, истинному христианству и домашнему богопочтению — СПб., 1834—1835.
  - Часть первая. Беседы христианского семейства
  - Часть третья. Беседы для юношества
- Часы благоговения для споспешествования, истинному христианству и домашнему богопочтению — 3-е изд. — СПб., 1837—1839.
  - Часть первая. Беседы христианского семейства
  - Часть вторая. Беседы христианского семейства
- Часы благоговения для споспешествования, истинному христианству и домашнему богопочтению. Часть четвертая. Беседы христианского семейства. Ко второму и третьему изданию трех первых частей — СПб., 1836.
- Часы благоговения для споспешествования, истинному христианству и домашнему богопочтению. Часть шестая. Бог в натуре. К третьему русскому изданию первых частей — СПб., 1838.
- Часы благоговения для споспешествования истинному христианству и домашнему богопочтению. Часть седьмая. Христианин и вечность. К трем Русским изданиям первых шести частей — СПб., 1845.
- Часы благоговения для споспешествования истинному христианству и домашнему богопочтению. Часть восьмая. Христианин и вечность. К трем Русским изданиям первых шести частей — СПб., 1845.
- Ночь в Бжзвезмчисли. Мертвый гость// Мертвый гость. Книга первая. Сборник рассказов о привидениях. Пер. с нем. М.: Ренессанс, 1992
- Фридрих Шиллер. Духовидец. Карл Гроссе. Гений. Генрих Чокке. Абеллино, великий разбойник. М.: Ладомир; Наука, 2009